# Rohena Gera
Rohena Gera (1973, Índia) é um cineasta, roteirista e produtor cinematográfico indiano.